# DJI (azienda)
La DJI (acronimo di Dà-Jiāng Innovations; in cinese: 大疆创新; ossia: grande frontiera dell'innovazione; registrata ufficialmente come SZ DJI Technology Co., Ltd. nota anche come: DJI Sciences and Technologies Ltd.; in cinese: 大疆创新科技有限公司) è una società tecnologica cinese con sede a Shenzhen, nel Guangdong. Produce veicoli aerei senza pilota commerciali (comunemente noti come droni) per la fotografia aerea e videografia. Progetta e produce anche sospensioni cardaniche, telecamere sportive, stabilizzatori per telecamere, piattaforme di volo, sistemi di propulsione e sistemi di controllo del volo.
La DJI domina ormai da anni il mercato nel settore dei droni civili detenendo oltre il 70 percento del mercato mondiale dei droni. La sua tecnologia è stata utilizzata a livello globale per l'industria musicale, televisiva e cinematografica, compresi i video musicali e le serie di produzioni televisive nominate agli Emmy Award come The Amazing Race, American Ninja Warrior, Better Call Saul e Game of Thrones .
Nel 2017, la DJI ha vinto un Emmy Award per la tecnologia e l'ingegneria nel settore della tecnologia dei droni con telecamera, che è stata riconosciuta per l'eccellenza nella creatività ingegneristica, fornendo ai registi e cineasti una piattaforma economica e accessibile per creare immagini aeree a bassa quota, aprendo possibilità creative e facilitando l'aspetto distinto di alcuni programmi TV.
Dal 2015 la DJI sponsorizza anche il concorso di robotica RoboMaster (Chinese:机甲大师赛), un torneo annuale di combattimento robotizzato presso il centro sportivo della baia di Shenzhen che coinvolge squadre di studenti di meccatronica provenienti dalle università di tutto il mondo, con un montepremi totale fino a $ 600.000. La squadra vincitrice porterà a casa $ 75.000 (al lordo delle imposte) con potenziali offerte di lavoro da parte della DJI per i suoi membri.

## Storia

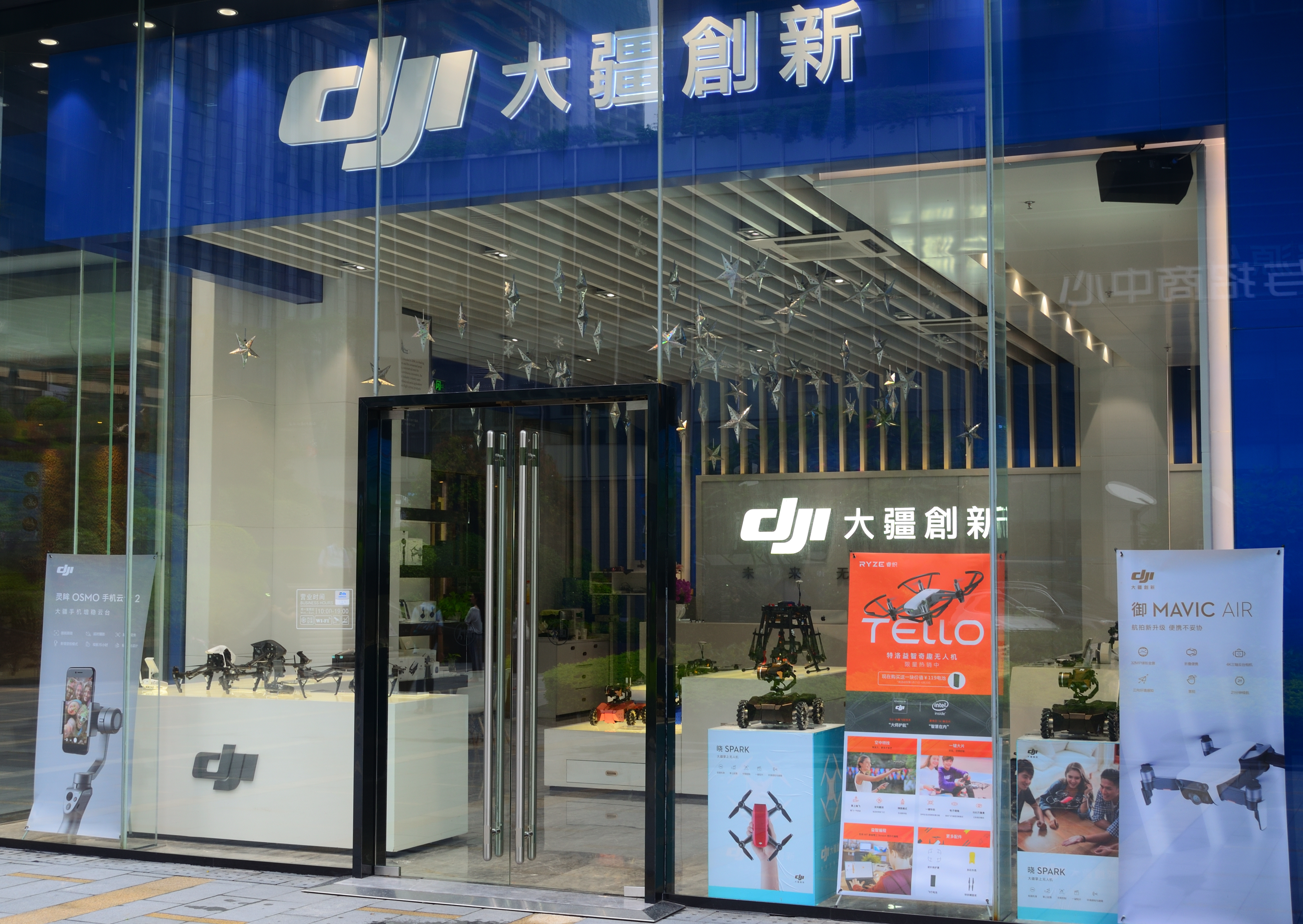
Negozio DJI a Shenzhen, Guangdong, Cina

La società è stata fondata nel 2006 da Frank Wang (Wāng Tāo, 汪滔 ). Wang andò a Hong Kong nel 2003 dopo essersi iscritto a un corso di laurea presso l'Università di Scienza e Tecnologia di Hong Kong (HKUST), faceva parte del team HKUST che partecipava ad ABU Robocon e vinse il terzo premio. Gli furono quindi concessi HK $18.000 (US $ 2.300) dall'università per condurre ricerche e sviluppare droni nel 2005, e ha fondò la compagnia DJI nel 2006 dal suo dormitorio presso HKUST vendendo moduli di controllo di volo al mercato di nicchia degli appassionati di droni. DJI S800 è stato il primo prodotto drone DJI messo in vendita nel 2015.
Le stime del settore stabilivano che nel 2019 la DJI deteneva una quota del 70% sul mercato globale dei droni.

## Prodotti

### Sistemi di volo

#### Controller
DJI sviluppa controller di volo destinati al controllo di stabilizzazione multi-rotore di varie piattaforme o carichi utili pesanti nella fotografia aerea. Il controller A2 include le funzioni di orientamento, atterraggio e ritorno a casa. I prodotti includono ricevitori bussola GPS, indicatori LED e connettività Bluetooth.
| Modello                      | A2                                                                            | Naza V2                                                                     | Wookong-M                                                                     | Naza-M Lite                                          |
| ---------------------------- | ----------------------------------------------------------------------------- | --------------------------------------------------------------------------- | ----------------------------------------------------------------------------- | ---------------------------------------------------- |
| Numero di motori supportati  | 4-8                                                                           | 4-8                                                                         | 4-8                                                                           | 4-6                                                  |
| Ha un ricevitore integrato   | sì (2.4 GHz)                                                                  | no                                                                          | no                                                                            | no                                                   |
| Precisione in bilico (m)     | verticale: ± 0,5 m / orizzontale: ± 1,5 m                                     | verticale: ± 0,8 m / orizzontale: ± 2,5 m                                   | verticale: ± 0,5 m / orizzontale: ± 2 m                                       | verticale: ± 0,8 m / orizzontale: ± 2,5 m            |
| Configurazione motore-rotore | quad-rotore: + 4, X4; esagonale: + 6, X6, Y6, Rev Y6; ottorotore: + 8, X8, V8 | quad-rotore: I4, X4; esagonale: I6, X6, IY6, Y6; ottorotore: I8 ， V8 ， X8 | quad-rotore: + 4, X4; esagonale: + 6, X6, Y6, Rev Y6; ottorotore: + 8, X8, V8 | quad-rotore I4, X4; rotore esagonale I6, X6, IY6, Y6 |

### Stabilizzatori

#### Ronin

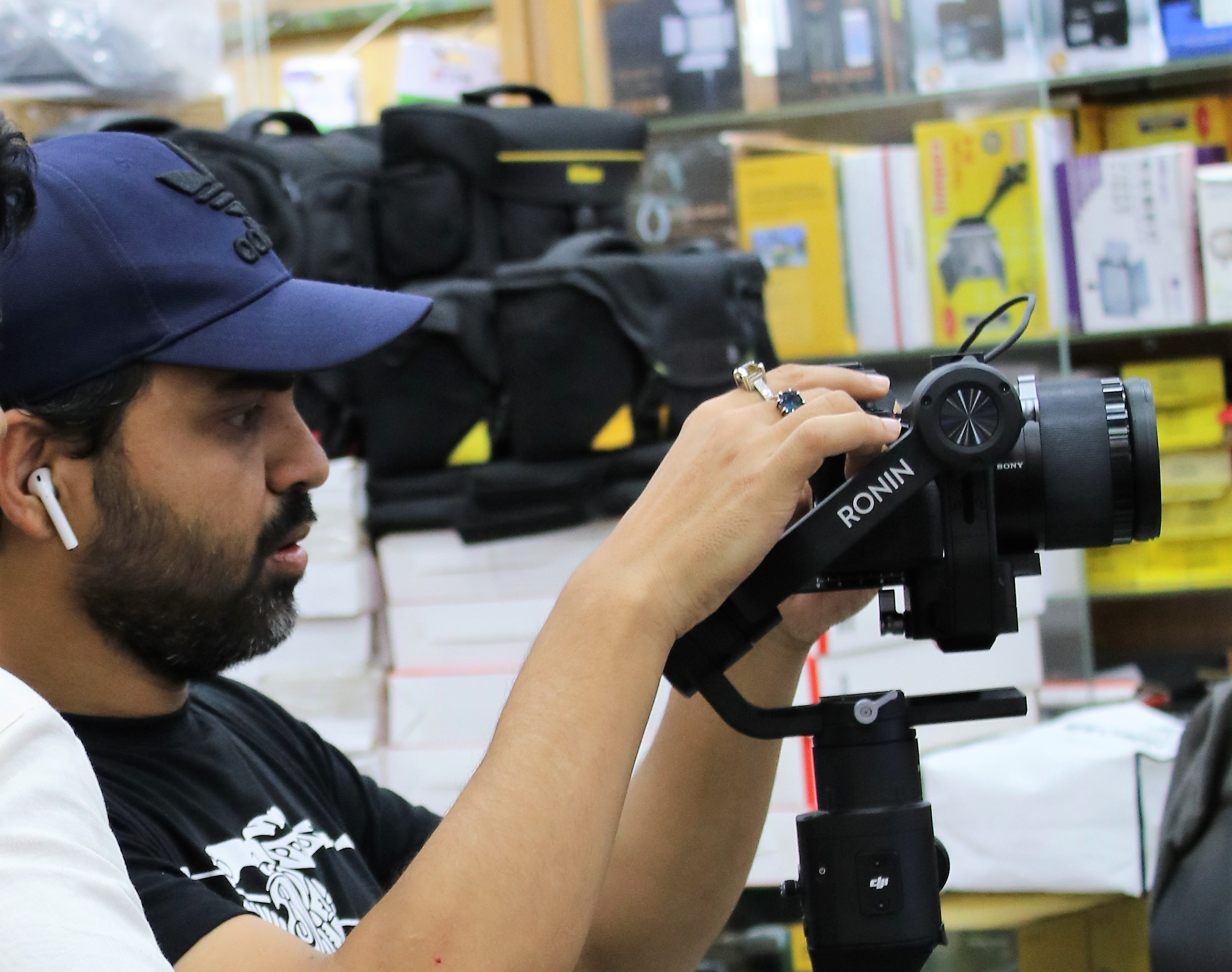
Habib Wahid utilizza DJI Ronin

Ronin (如 影) è una piattaforma di telecamere a terra standalone sviluppata per la cinematografia e il cinema aereo in ambienti professionali. È costruito per la videografia professionale e la fotografia e si rivolge all'industria cinematografica. Usando tre singoli motori, Ronin si stabilizza quando si muove con forza. I modelli successivi del Ronin includono Ronin-M, Ronin 2, Ronin-S e Ronin-SC

#### Ronin-S
Ronin-S è uno stabilizzatore a fattore di forma a una mano progettato per l'uso con fotocamere mirrorless e DSLR fino a 3,6   kg di peso.

#### Ronin-SC
Il Ronin-SC, lanciato il 17 luglio 2019, è una versione ancora più leggera dello stabilizzatore Ronin-S. Ha una durata della batteria simile ma è del 41% più leggero dell'originale. Ronin-SC è progettato per scattare fotocamere mirrorless con un fattore di forma ridotto.

#### Ronin-RS-2
Il Ronin RS-2, lanciato il 15 ottobre 2020, è attualmente la versione più leggera. Progettato per scattare con fotocamere mirrorless e cineprese più pesanti, come l'Arri Alexa mini, ha una capacità di carico fino a 4,5 kg.

### Moduli
DJI offre diversi moduli aggiuntivi per i loro prodotti di base come gestione dell'alimentazione e moduli video. 
| Modulo                   | Lightbridge            | PMU (A2, Wookong, Naza V2, Naza Lite) | iOSD MARK II                                         | iOSD mini                                      | BTU                                      |
| ------------------------ | ---------------------- | ------------------------------------- | ---------------------------------------------------- | ---------------------------------------------- | ---------------------------------------- |
| Tipo (scopo)             | Downlink video         | Gestione energetica                   | Sullo schermo                                        | Sullo schermo                                  | Collegamento Bluetooth                   |
| Lavora con               | A2, Wookong-M, Naza V2 | A2, Wookong-M, Naza V2, Naza-M Lite   | A2, Wookong-M, Naza V2                               | A2, Wookong-M, Naza V2                         | Naza V2                                  |
| Interfaccia              | CAN Bus                | CAN Bus, collegamento batteria        | CAN Bus                                              | CAN Bus                                        | CAN Bus                                  |
| Requisiti della batteria | 4S-6S Lipo             | Lipo 4S-12S                           | Alimentazione 4S Lipo e controller di volo condiviso | Potenza Lipo 2S e controller di volo condiviso | Potenza del controller di volo condiviso |

### APR

#### Flame Wheel
Le serie Flame Wheel (风火轮) sono piattaforme multirotore per la fotografia aerea. A partire dal 2016, comprende l'esacottero F550 e i quadricotteri F330 e F450. Il più recente è il kit ARF.
| Modello                  | Flame Wheel F330 | Flame Wheel F450 | Flame Wheel F550 |
| ------------------------ | ---------------- | ---------------- | ---------------- |
| Interasse diagonale (cm) | 33               | 45               | 69               |
| Peso del telaio (g)      | 156              | 282              | 478              |
| Peso al decollo (g)      | 600 - 1200       | 800 - 1600       | 1200 - 2400      |

#### Phantom

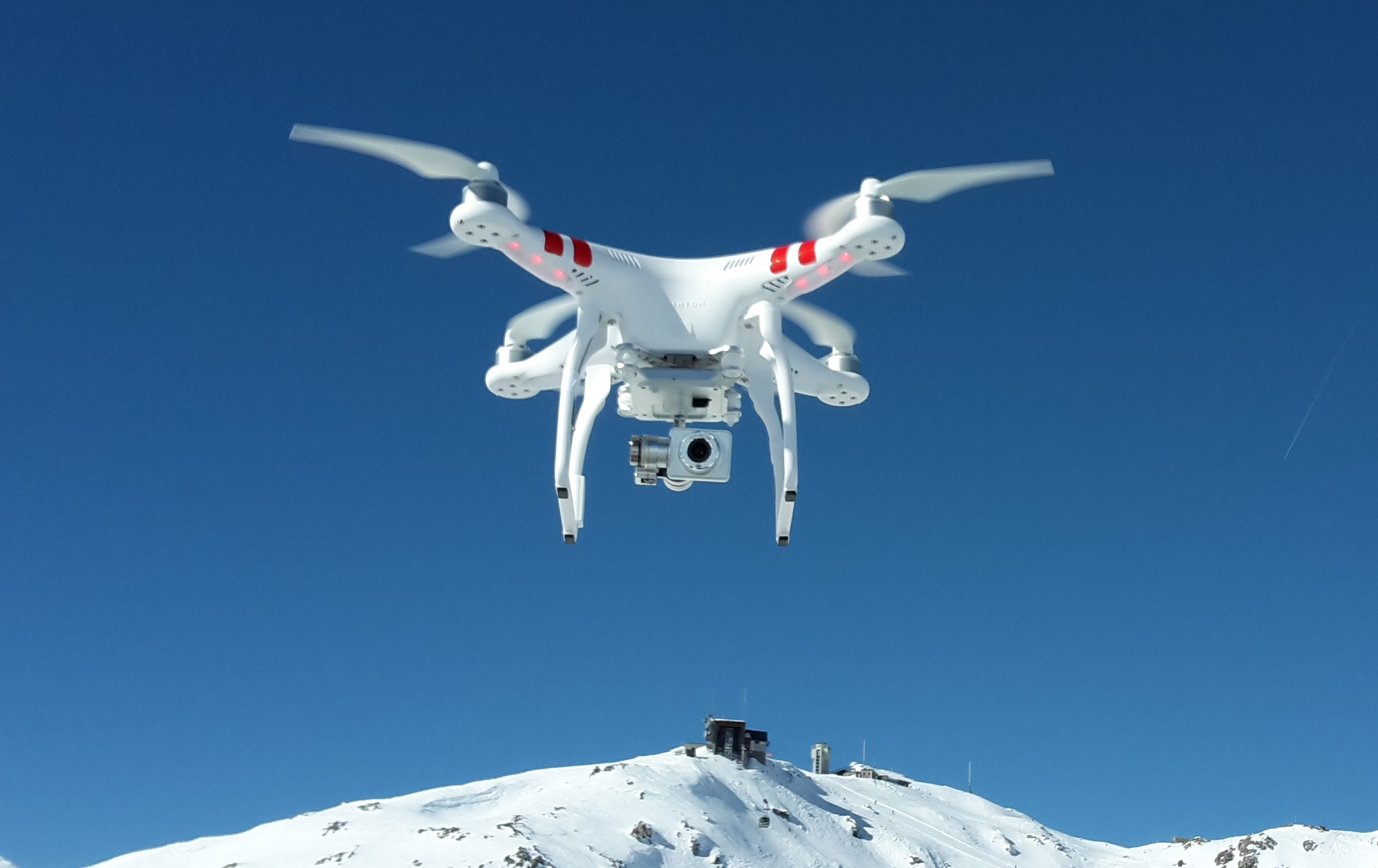
Un DJI Phantom 2 Vision + V3.0

La serie Phantom (精灵) è attualmente il prodotto più popolare e dal suo lancio si è evoluta fino alla programmazione di volo integrata con una videocamera, la connettività Wi-Fi o Lightbridge e il dispositivo mobile del pilota. I Phantom sono realizzati per applicazioni di cinematografia aerea e fotografia ma sono anche usati in ambito ricreativo.
Sono ormai quattro le generazioni della linea di prodotti, ognuna sempre più capace. Il più recente è il Phantom 4 RTK, annunciato il 15 ottobre 2018.
| Model                              | Phantom 1    | Phantom 2   | Phantom 2 Vision | Phantom 2 Vision+ | Phantom FC40 | Phantom 3 Standard | Phantom 3 4K | Phantom 3 Advanced | Phantom 3 Professional | Phantom 3 SE | Phantom 4 | Phantom 4 Pro | Phantom 4 Advanced | Phantom 4 Pro v2.0 |
| ---------------------------------- | ------------ | ----------- | ---------------- | ----------------- | ------------ | ------------------ | ------------ | ------------------ | ---------------------- | ------------ | --------- | ------------- | ------------------ | ------------------ |
| Interasse diagonale (mm)           | 350          | 350         | 350              | 350               | 350          | 350                | 350          | 350                | 350                    | 350          | 350       | 350           | 350                | 350                |
| Altezza(m)                         | 0.19         | 0.19        | 0.19             | 0.19              | 0.19         | 0.19               | 0.19         | 0.19               | 0.19                   | 0.19         | 0.19      | 0.19          | 0.19               | 0.19               |
| Consumo di energia (W)             | 3.12         | —           | —                | —                 | 3.12         | —                  | —            | —                  | —                      | —            | —         | —             | —                  | —                  |
| Peso al decollo (g)                | < 1200       | < 1300      | 1180             | 1284              | 1200         | 1216               | 1280         | 1280               | 1280                   | 1280         | 1380      | 1388          | 1368               | 1375               |
| Velocità massima (m/s)             | 10           | 15          | 15               | 15                | 10           | 16                 | 16           | 16                 | 16                     | 16           | 20        | 20            | 20                 | 20                 |
| Durata (min)                       | —            | 25          | 25               | 25                | 10           | 25                 | 25           | 23                 | 23                     | 25           | 28        | 30            | 30                 | 30                 |
| Velocità di salita / discesa (m/s) | 6            | 6/2         | 6/2              | 6/2               | 6            | 5/3                | 5/3          | 5/3                | 5/3                    | 5/3          | 6/4       | 6/4           | 6/4                | 6/4                |
| Temperatura di utilizzo (°C)       | da - 10 a 50 | da - 10 a50 | —                | —                 | da - 10 a 50 | da 0 a 40          | da 0 a 40    | da 0 a 40          | da 0 a 40              | da 0 a 40    | da 0 a 40 | da 0 a 40     | da 0 a 40          | da 0 a 40          |
| Altitudine massima (m)             |              |             |                  |                   |              | 6000               | 6000         | 6000               | 6000                   | 6000         | 6000      | 6000          | 6000               | 6000               |
| Raggio massimo (m)                 |              |             |                  |                   |              | 1000               |              |                    |                        | 4000         | 5000      | 7000          | 7000               | 7000               |

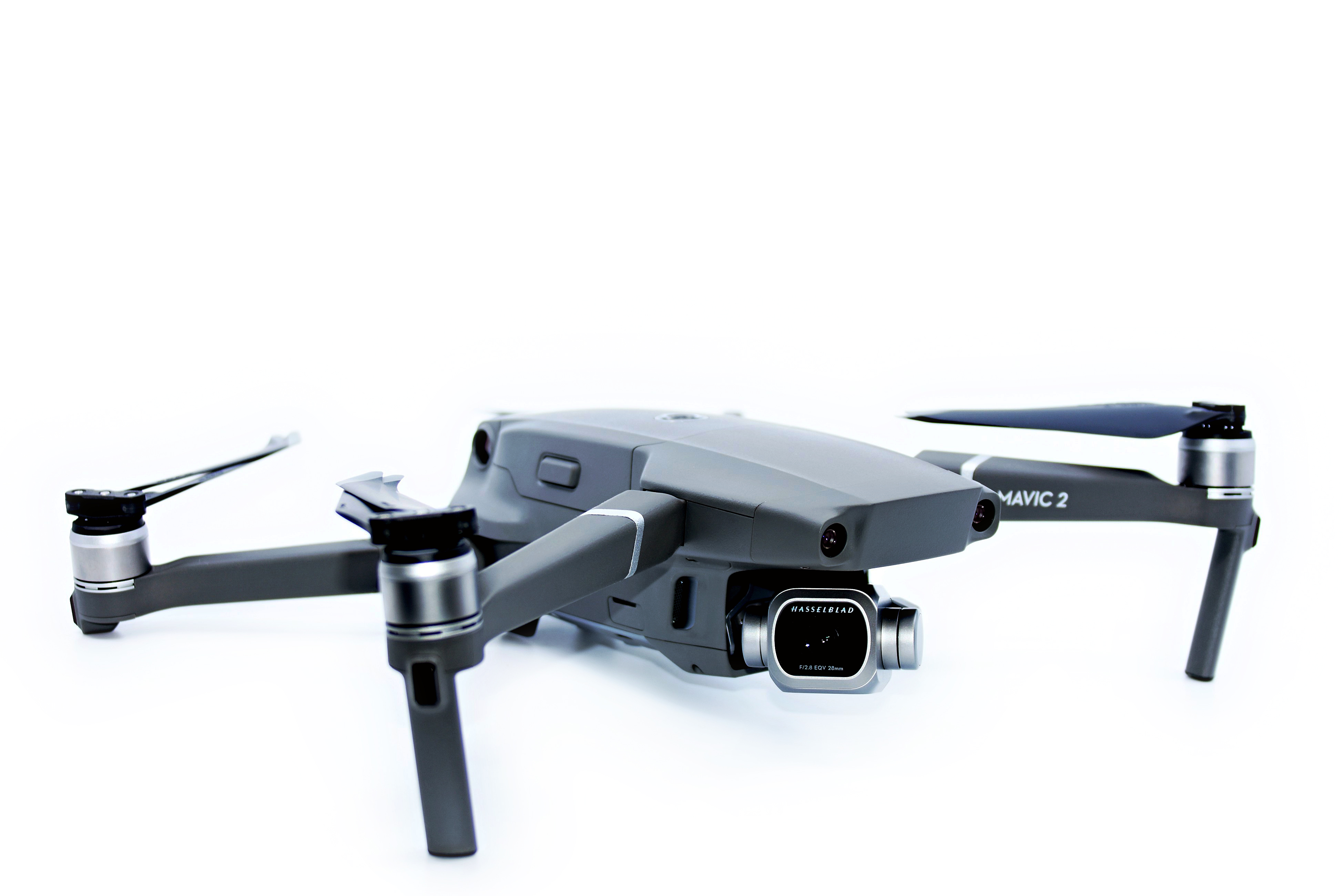
Mavic 2 Pro aperto

La serie Mavic (御) comprende attualmente Mavic Pro, Mavic Pro Platinum, Mavic Air, Mavic Air 2, Mavic 2 Pro, Mavic 2 zoom e il più piccolo e leggero drone DJI, il Mavic Mini. Il Mavic 2 è uno dei droni consumer di punta di DJI, uscito il 23 agosto 2018; è dotato di sensori ridondanti a 360 gradi ed è in grado di evitare gli ostacoli per prevenire incidenti. Il Mavic Mini è il prodotto più recente (uscito nel novembre 2019) e tra i più innovativi, unico nel suo genere con appena 249 grammi di peso (199 grammi nella versione per il Giappone, grazie a batterie più leggere per rispettare regolamentazioni più stringenti), che lo rende pilotabile senza il patentino richiesto da ENAV dal luglio 2020 per droni con peso minimo di 250 grammi. Tutti hanno un design pieghevole che consente ai droni di essere trasportati con più facilità. 
| Modello                                        | Mavic Pro                                                         | Mavic Air                                    | Mavic 2 Pro                      | Zoom Mavic 2                     | Mavic Mini                                      |
| ---------------------------------------------- | ----------------------------------------------------------------- | -------------------------------------------- | -------------------------------- | -------------------------------- | ----------------------------------------------- |
| Velocità massima (modalità Sport, senza vento) | 40 MPH / 65 km / h / 18.0 m/s                                     | 42,5 MPH / 68,4 km / h / 19.0 m/s            | 45 MPH / 72 km / h / 20 m/s      | 45 MPH / 72 km / h / 20 m/s      | 29 MPH / 46.8 km / h / 13 m/s                   |
| Velocità massima (modalità P)                  | 22 MPH / 35 km / h / 9.7 m/s                                      | 15,5 MPH / 25 km / h / 6.9 m/s               | 30 MPH / 48 km / h / 13.4 m/s    | 30 MPH / 48 km / h / 13.4 m/s    | 17,9 MPH / 28,8 km / h / 8 m/s                  |
| Velocità massima (WiFi)                        | 8.7 MPH / 14 km / h / 3.9 m/s                                     | -                                            | -                                | -                                | 8.9 MPH / 14.4 km / h / 4 m/s                   |
| Peso a vuoto (grammi)                          | 734 (senza coperchio del gimbal) / 743 (con coperchio del gimbal) | 430 (senza coperchio del gimbal)             | 907 (peso massimo al decollo)    | 905 (peso massimo al decollo)    | 249 (impostazione predefinita) / 199 (Giappone) |
| Tempo di volo                                  | ~ 27 minuti                                                       | ~ 21 minuti                                  | ~ 31 minuti                      | ~ 31 minuti                      | ~ 30 minuti                                     |
| Tempo di volo realistico                       | ~ 21 minuti                                                       | ~ 16 minuti                                  | ~ 29 minuti                      | ~ 29 minuti                      | ~ 27 minuti                                     |
| Temperatura di funzionamento (°C)              | Da 32 ° a 104 °F (da 0 ° a 40 °C)                                 | Da 32 ° a 104 °F (da 0 ° a 40 °C)            | 14 ° a 104 °F (da -10 ° a 40 °C) | 14 ° a 104 °F (da -10 ° a 40 °C) | Da 32 ° a 104 °F (da 0 ° a 40 °C)               |
| Distanza (dal controller)                      | 7 miglia / 7 miglia km, 3,5 miglia km con controllore CE          | 4 chilometri, 2 chilometri con controller CE | 5 miglia / 8 km                  | 5 miglia / 8 km                  | 4 chilometri, 2 chilometri con controller CE    |
| Distanza (WiFi)                                | 80 metri                                                          | -                                            | -                                | -                                | -                                               |

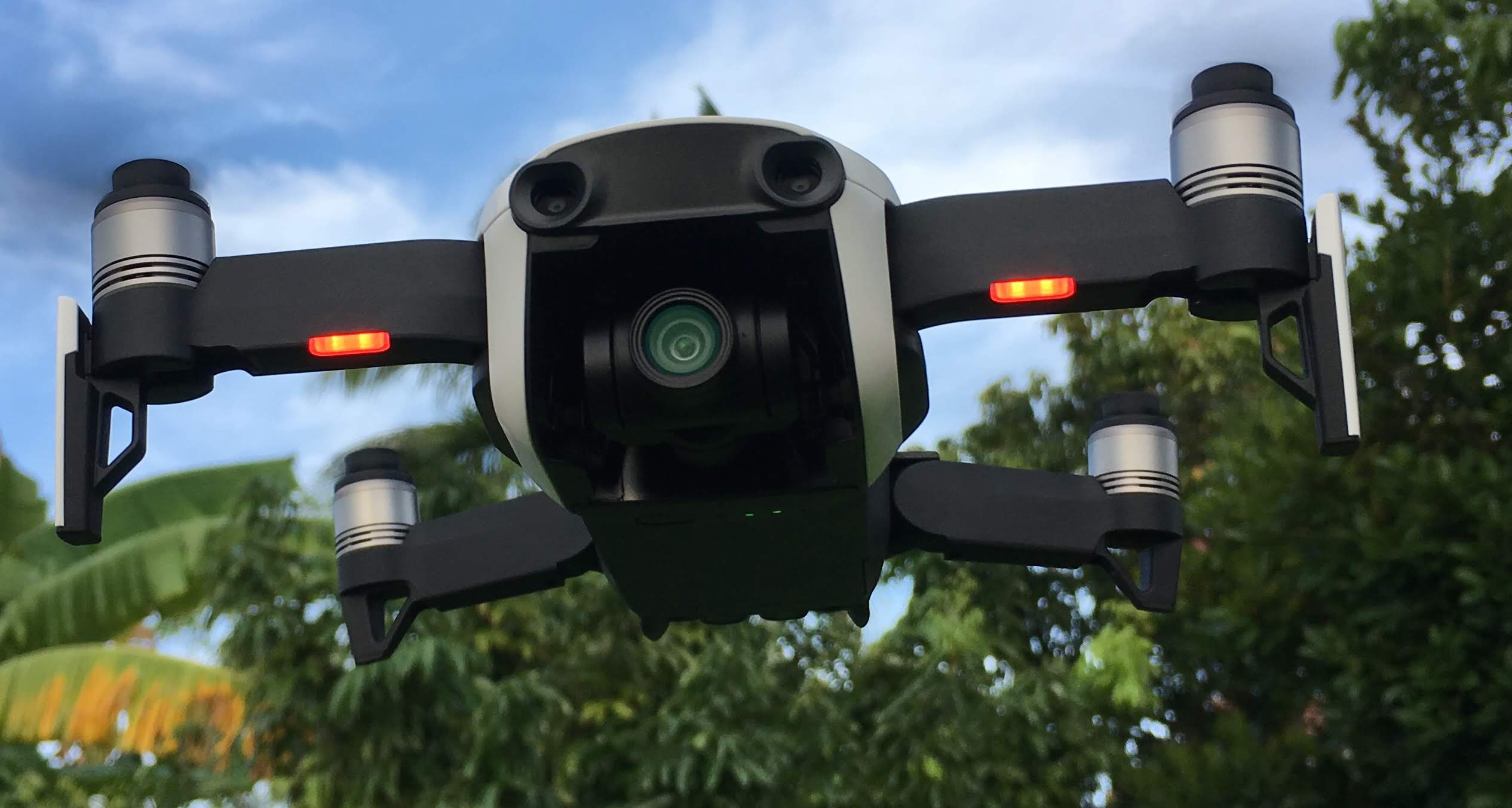
DJI Mavic Air in volo

Il Mavic Air è stato annunciato il 23 gennaio 2018, per essere messo in vendita il 28 gennaio. È stato commercializzato come drone di dimensioni smartphone che può stare in una tasca della giacca.
È dotato di una fotocamera HDR 4K da 12 MP, montata su uno stabilizzatore a 3 assi e ha una nuova modalità panoramica che unisce 25 foto in otto secondi per creare una "Sfera Panoramica". A causa delle antenne montate sul carrello di atterraggio, il drone ha un tempo di volo di 21 minuti e un raggio di 2,5 miglia. Come lo Spark, anche l’Air dispone della modalità "Smart Capture" con la quale il drone può essere controllato tramite gesti delle mani.

#### Spreading Wings

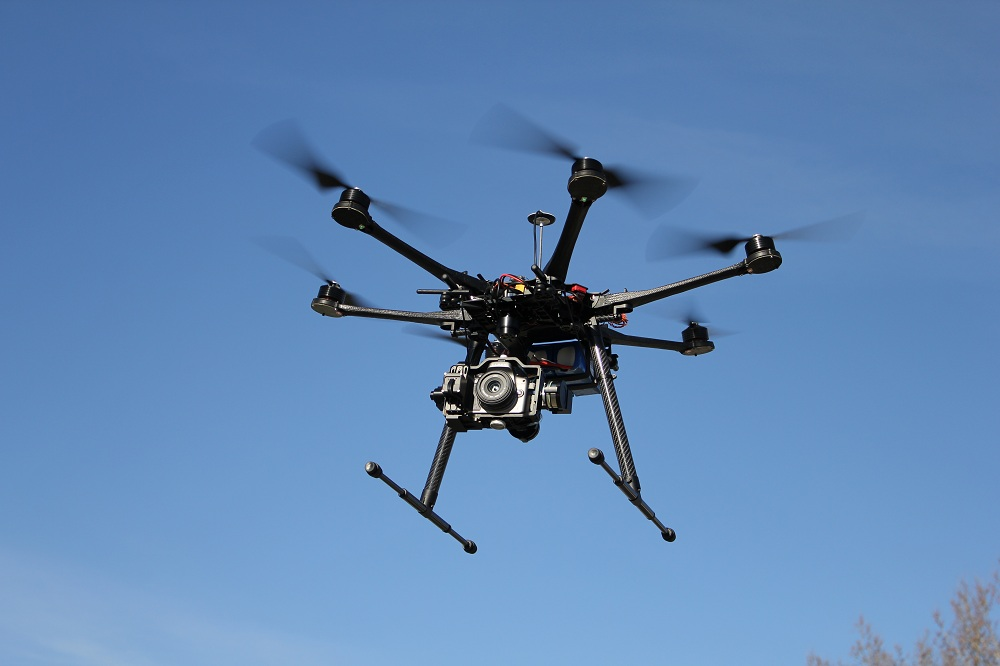
DJI Spreading Wings S800 hexacopter

Le serie Spreading Wings (筋斗 云) sono principalmente UAV industriali per la fotografia aerea professionale, la mappatura 3D ad alta definizione, la ricerca e il salvataggio ultraleggeri e la sorveglianza, ecc. Basati sull'attrezzatura fotografica a bordo. Nel 2013 sono usciti due modelli: S800 Regular ed EVO.
| Modello                           | Ali di diffusione S800 | Ali di diffusione S800 EVO | Ali di diffusione S900 | Ali di diffusione S1000 |
| --------------------------------- | ---------------------- | -------------------------- | ---------------------- | ----------------------- |
| Interasse diagonale (cm)          | 80                     | 80                         | 90                     | 104.5                   |
| Peso a vuoto (kg)                 | 2.6                    | 3.7                        | 3.3                    | 4.2                     |
| Peso al decollo (kg)              | 5 - 7                  | 6 - 8                      | 4.7 - 8.2              | 6 - 11                  |
| Resistenza (min)                  | 16                     | 20                         | 18                     | 15                      |
| Temperatura di funzionamento (°C) | -                      | -                          | da - 10 a 40           | da - 10 a 40            |

#### Inspire

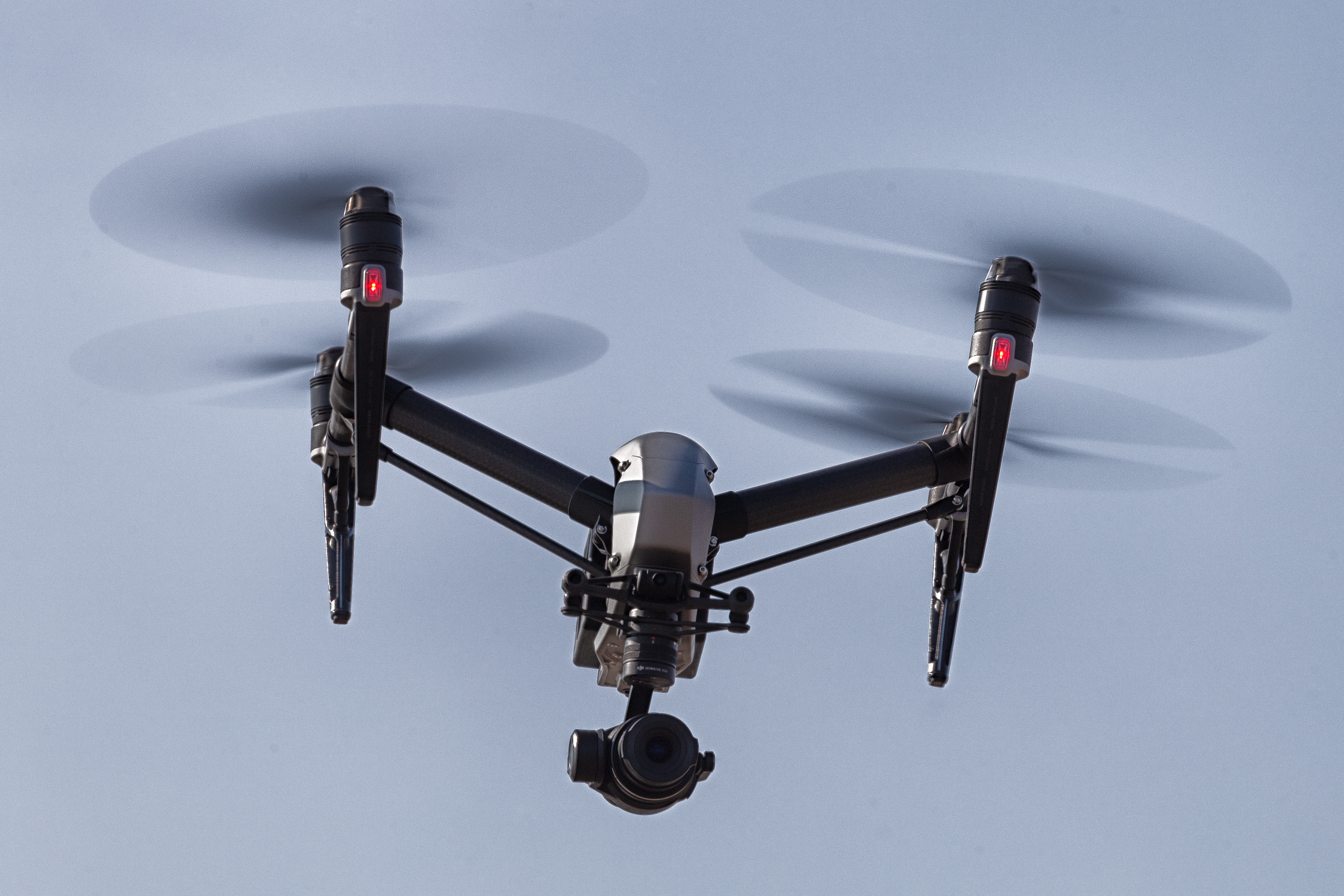
DJI Inspire 2

La serie Inspire (悟) è una serie professionale di quadricotteri per fotocamere simile alla linea Phantom, ma include funzionalità più sofisticate e professionali tra cui un corpo in alluminio-magnesio con bracci in fibra di carbonio e parti staccabili su Inspire 2. Il quadricottero Inspire 2 è stato presentato per la prima volta in Italia nel 2017 Pdal team italiano Dron-e, durante drone film festival. Può essere dotato di una fotocamera 6K in grado di catturare fino a 30 FPS . O una fotocamera 4K in grado di catturare 120 fps come rallentatore. Il Inspire 3 e il drone più recente di questa serie, uscito il 13 aprile 2023.
Specifiche
(Inspire 3 updated by Dadadibona Sat. 4 Nov.) 
| Modello                                | Inspire 1                                | Inspire 1 Pro                                  | Inspire 2                                         | Inspire 3 |
| -------------------------------------- | ---------------------------------------- | ---------------------------------------------- | ------------------------------------------------- | --- |
| Peso                                   | 2935 g (batteria inclusa)                | 3400 g (batteria, eliche e Zenmuse X5 inclusi) | 3440 g (batteria, eliche e videocamera integrata) | 3.995 g (include fotocamera stabilizzata, due batterie, obiettivo, PROSSD ed eliche) |
| Peso al decollo                        | 3400 g                                   | 3500 g                                         | 4000 g                                            | 4.310 g |
| Precisione in bilico Modalità GPS      | verticale: 0,5 m; orizzontale: 2,5 m     | verticale: 0,5 m; orizzontale: 2,5 m           | verticale: 0,5 m; orizzontale: 1,5 m              | - Verticale: ±0,1 m (con posizionamento visivo) ±0,5 m (con posizionamento GNSS) ±0,1 m (con posizionamento RTK) - Orizzontale: ±0,3 m (con posizionamento visivo) ±0,5 m (con posizionamento GNSS) ±0,1 m (con posizionamento RTK) |
| Velocità angolare massima              | passo: 300 ° / s ； imbardata: 150 ° / s | passo: 300 ° / s ； imbardata: 150 ° / s       | Passo: 300 ° / s Imbardata: 150 ° / s             | - Beccheggio: 200°/s Rollio: 200°/s Imbardata: 150°/s |
| Angolo di inclinazione massimo         | 35 °                                     | 35 °                                           | 35 °                                              | - |
| Velocità massima di salita / discesa   | 5/4 m/s                                  | 5/4 m/s                                        | 5/4 m/s                                           | 8/10 m/s |
| massima velocità                       | 22 m / s (modalità ATTI, senza vento)    | 18 m / s (modalità ATTI, senza vento)          | 24 m / s (modalità ATTI, senza vento)             | 94 km/h |
| Altitudine di volo massima             | 4500 m                                   | 4500 m                                         | 4500 m                                            | Eliche standard: 3800 m Eliche per alta quota: 7000 m |
| Max resistenza alla velocità del vento | 10 m/s                                   | 10 m/s                                         | 10 m/s                                            | Decollo/atterraggio: 12 m/s In volo: 14 m/s |
| Intervallo operativo di temperatura    | -10 ° -40 °C                             | -10 ° -40 °C                                   | -20 ° -40 °C                                      | -20 ° -40 °C |
| Tempo di volo massimo                  | circa 18 minuti                          | circa 15 minuti                                | circa 27 minuti                                   | Circa 28 minuti (carrelli di atterraggio abbassati) Circa 26 minuti (carrelli di atterraggio alzati) |
| Librarsi all'interno                   | Abilitato per impostazione predefinita   | Abilitato per impostazione predefinita         | Abilitato per impostazione predefinita            | Abilitato per impostazione predefinita |
| Data di commercializzazione            | 13 novembre 2014                         | 5 gennaio 2016                                 | 16 novembre 2016                                  | 13 aprile 2023 |

#### Matrice

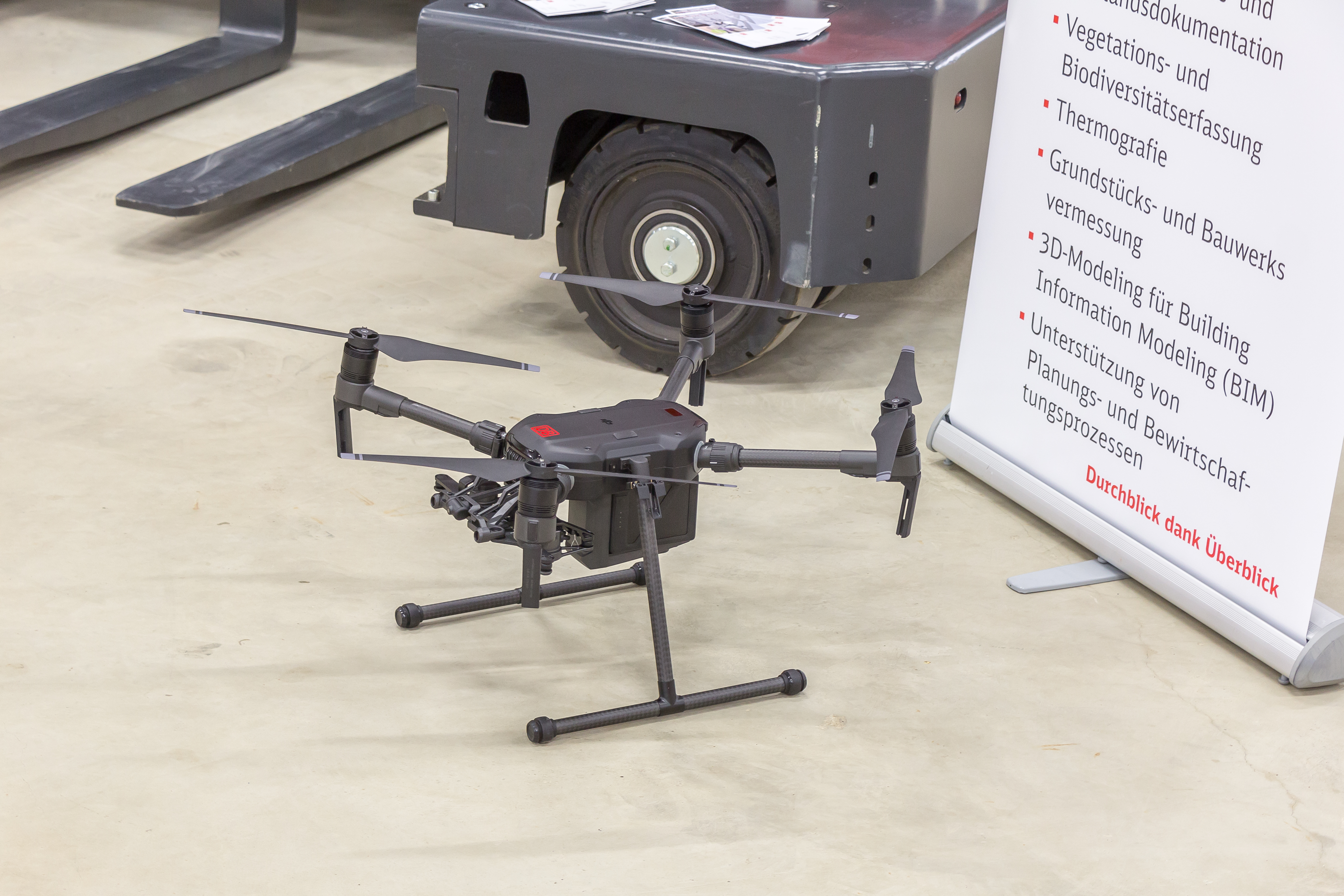
DJI Matrice 200 Series, utilizzata da Deutsche Bahn

Le serie Matrice (经纬) DJI Enterprise sono progettate per applicazioni industriali.
Il Matrice 600pro, uscito a novembre 2016, è un drone industriale che eredita tutto dall'M600 con l'aggiunta di migliori prestazioni di volo e una migliore capacità di carico. L'M600 è ora dotato di bracci e antenne preinstallati per ridurre i tempi di installazione. Questo è forse il più grande miglioramento rispetto al vecchio M600. Con un carico utile massimo di 6 kg il Matrice 600pro può trasportare tutti i tipi di carichi utili compreso LiDAR. 

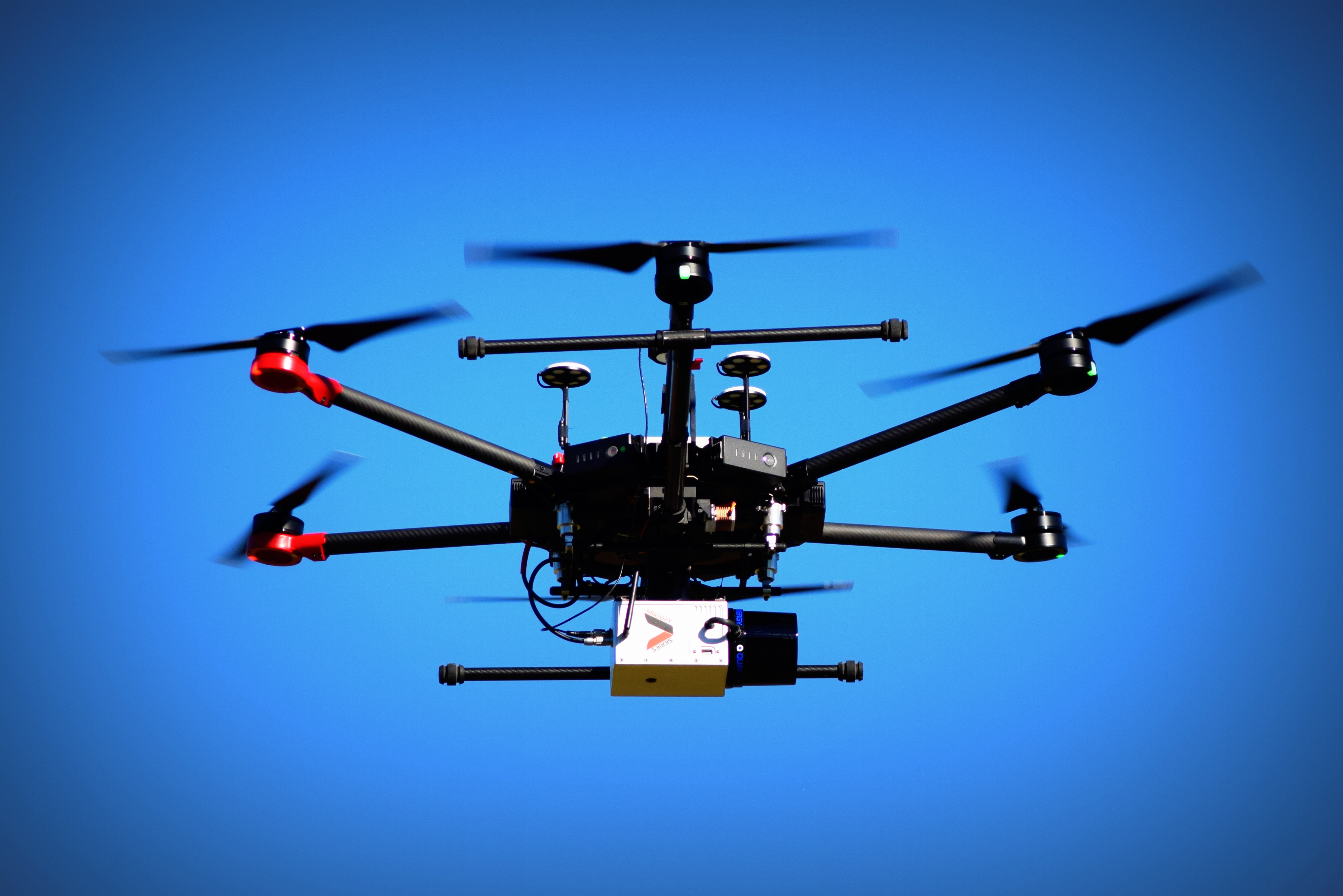
LiDARUSA Sistema Snoopy 120 LiDAR montato su un DJI M600pro

Il Matrice 100 è un drone completamente programmabile e personalizzabile, lanciato il 6 luglio 2015. Dispone di alloggiamento di espansione e porte di comunicazione, che consente agli sviluppatori inserire componenti aggiuntivi per diversi scopi.
La serie Matrice 200 è una gamma di quadricotteri resistenti alle intemperie di DJI annunciati a febbraio 2017.
Sono progettati per applicazioni industriali, tra cui rilevamento, ispezione, ricerca e salvataggio e lotta antincendio.
La più alta spec della serie è la Matrice 210 RTK, che dispone della tecnologia Real Time Kinematic, consentendo precisa Geotagging delle immagini catturate dal quadcopter.
Matrice 200 supporta solo una telecamera singola, montata sotto o sopra il drone.
I Matrice 210 e 210 RTK aggiungono la capacità di montare due telecamere al drone, consentendo l'utilizzo simultaneo di più sensori.
A dicembre 2018, un deposito FCC rivela il DJI Matrice 200 V2, Matrice 210 V2 e Matrice 210 RTK V2.
Ultimo nato in casa DJI è il DJI Matrice 300, messo in commercio nel 2020 è la piattaforma aerea più versatile della sua categoria (MTOM <25 kg). Il Matrice 300 è caratterizzato dalla possibilità di montare più sensori (sia DJI che di terze parti).

#### Spark

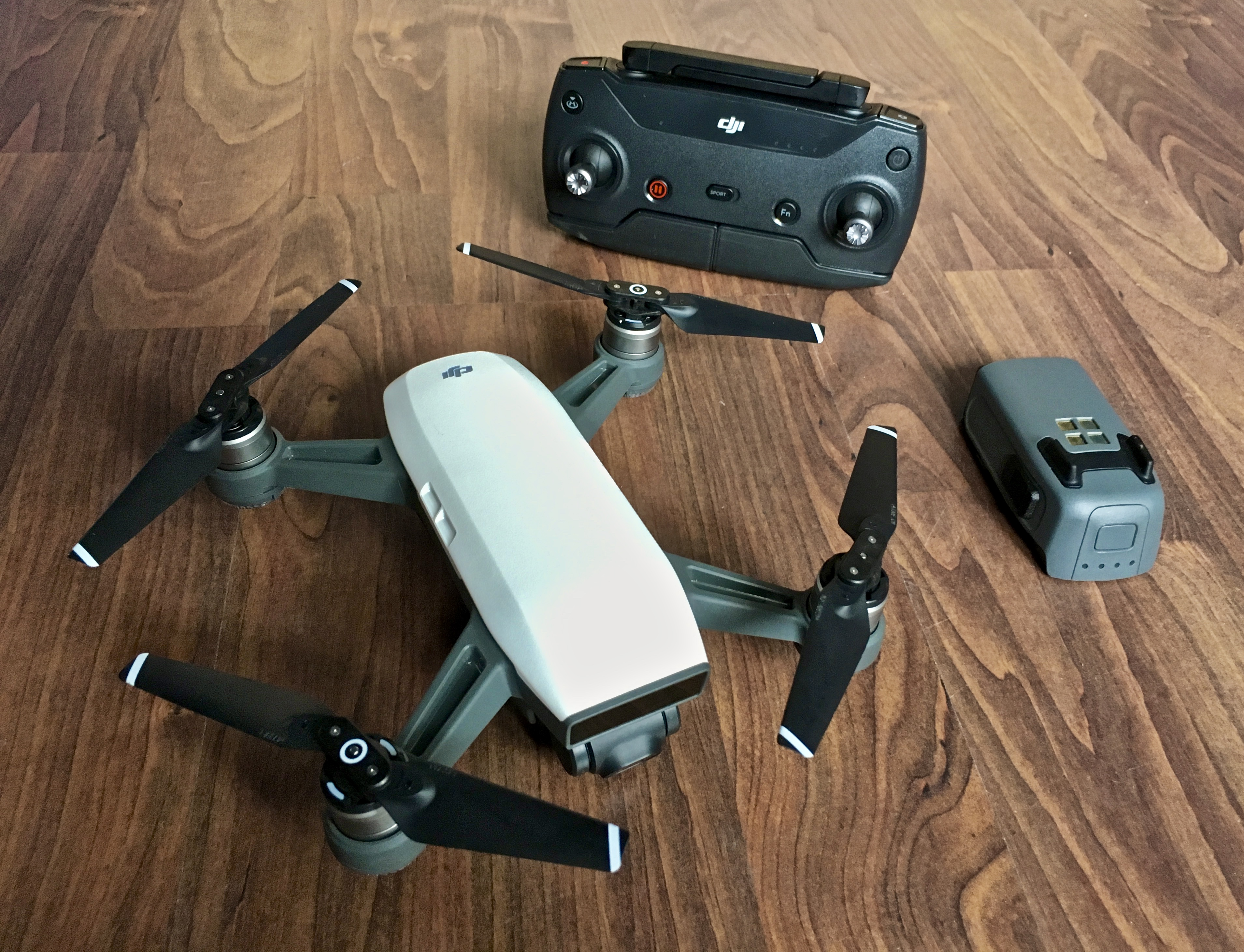
Una DJI Spark con il suo controller e una batteria aggiuntiva

Uscito a maggio 2017, Spark (晓) è stato progettato per essere un drone di consumo accessibile ma in grado di produrre immagini e video di alta qualità. Questo drone è il DJI più economico fino ad oggi e presenta una fotocamera da 12 megapixel in grado di girare video 1080p a 30 fps. La telecamera è stabilizzata meccanicamente da un gimbal a 2 assi. Spark ha anche una fotocamera 3D a infrarossi avanzata che aiuta il drone a rilevare ostacoli davanti a sé, oltre a facilitare il controllo dei gesti delle mani, una caratteristica che era, fino all'uscita di Mavic Air a gennaio 2018, unica per Spark. Oltre a un'app per smartphone con controller virtuale, è anche possibile acquistare un controller fisico, estendendo l'autonomia del drone fino a 1,2 miglia (2   km). L'aereo ha una durata di volo fino a 16 minuti, ma la sua batteria scarica può essere facilmente sostituita con una batteria carica per prolungare il tempo di volo.
Ci sono state molte lamentele sul fatto che il drone potrebbe spegnersi e cadere durante il volo. DJI ha risposto a questo facendo uscire un aggiornamento obbligatorio del firmware della batteria nell'agosto 2017.
A novembre 2019 è uscito il Mavic Mini, che ha sostituito Spark nella gamma di consumatori di DJI.

##### Flycart
Nel 2023 per l'Asia e nel 2024 in Europa DJI ha annunciato il suo primo drone per consegne, il FlyCart 30. DJI FlyCart 30 è un sollevatore di pesi a lunga distanza con segnale e intelligenza potenti. Supporta la modalità Cargo e la modalità Verricello e supera i tradizionali limiti logistici per fornire una soluzione di trasporto aereo sicura, economica ed efficiente. La serie DJI Flycart funziona con DJI DeliveryHub, piattaforma unica di gestione della consegna aerea. Facilita la pianificazione efficiente delle operazioni, il monitoraggio completo dello stato delle operazioni, la gestione centralizzata delle risorse del team e la raccolta e analisi dei dati.

### Videocamere

#### Osmo
Osmo (灵 眸) è una videocamera sviluppata da DJI. La fotocamera utilizza uno smartphone per visualizzare le riprese della fotocamera e può registrare 4K e scattare foto da 12–16 MP. La fotocamera è intercambiabile, con zimbali Zenmuse X3, X3 Zoom, X5 e X5R compatibili e utilizza il microfono FM-15 Flexi.

#### Osmo Mobile
Simile a Osmo, si affida invece allo smartphone dell'utente come fotocamera. La maggior parte degli smartphone è accettata nel gimbal con una gamma di larghezza di 2,31-3,34 pollici (58,6-84,8   mm). L'originale Osmo Mobile ha raggiunto la fine del suo ciclo di vita ed è stato sostituito con una seconda generazione.

#### Osmo Mobile 2
Annunciato dopo il CES, DJI Osmo Mobile 2 è il successore dell'originale Osmo Mobile. Facendo ancora affidamento su una fotocamera per smartphone, Osmo Mobile 2 è stato un perfezionamento aggiungendo più modalità di scatto e aumentando la durata della batteria a 15 ore. Con l'ascesa di Instagram Stories, Osmo Mobile consente anche di posizionare il gimbal in modalità verticale.

#### Osmo Pocket
Il 28 novembre 2018, DJI ha presentato la sua ultima versione di Osmo quando ha presentato Osmo Pocket. Progettato per essere abbastanza piccolo da stare in una tasca o in una borsa, Osmo Pocket è in grado di girare video 4K a 60 fotogrammi al secondo. Ha anche funzionalità come ActiveTrack, Motionlapse e Panorama 3x3.

#### Osmo Action
Annunciato il 15 maggio 2019, Osmo Action è il primo prodotto di DJI nel mercato delle action cam . È un concorrente diretto della linea di action cam GoPro con specifiche tra cui un sensore per fotocamera da 12 MP, video 4K, video HDR, modalità timelapse e uno schermo a colori frontale. La fotocamera ha anche presentato la più recente tecnologia di stabilizzazione elettronica dell'immagine di DJI.
Osmo Action ha un CMOS 1 / 2.3 "12M con un FOV di 145   ° F / 2.8, un intervallo ISO per le foto tra 100-3200 e per il video è tra 100-3200. La fotocamera è nativamente impermeabile fino a 11 metri e può resistere a una caduta di 1 metro. Può registrare fino a 4K (16: 9) a 60 fps e può essere caricato dalla porta USB-C interna. Questo è il prodotto 5 gen.

#### Osmo Mobile 3
Annunciato il 13 agosto 2019, Osmo Mobile 3 è il terzo stabilizzatore per smartphone della famiglia di prodotti Osmo. Il nuovo Osmo Mobile 3 presenta il ritorno del grilletto frontale che mancava alla generazione precedente. Il grande miglioramento del design è il telaio pieghevole che aumenta la portabilità. Un'altra caratteristica di DJI è la capacità del gimbal di caricare gli smartphone dalla batteria integrata. È più economico dei suoi predecessori ed è progettato per la folla dei social media.

#### Osmo Mobile 4
Annunciato il 27 agosto 2020, Osmo Mobile 4 è il quarto stabilizzatore per smartphone della famiglia. Il nuovo Osmo Mobile 4 è dotato di sistema magnetico che consente di abbinare lo smartphone in maniera rapida. L'utente può scegliere di agganciare il dispositivo allo smartphone sia con la classica pinza presente nella confezione, sia tramite attacco magnetico. In questa nuova versione, la pinza è anche rimovibile, così da lasciarla inserita sullo smartphone senza doverla inserire a ogni utilizzo.

### Goggles

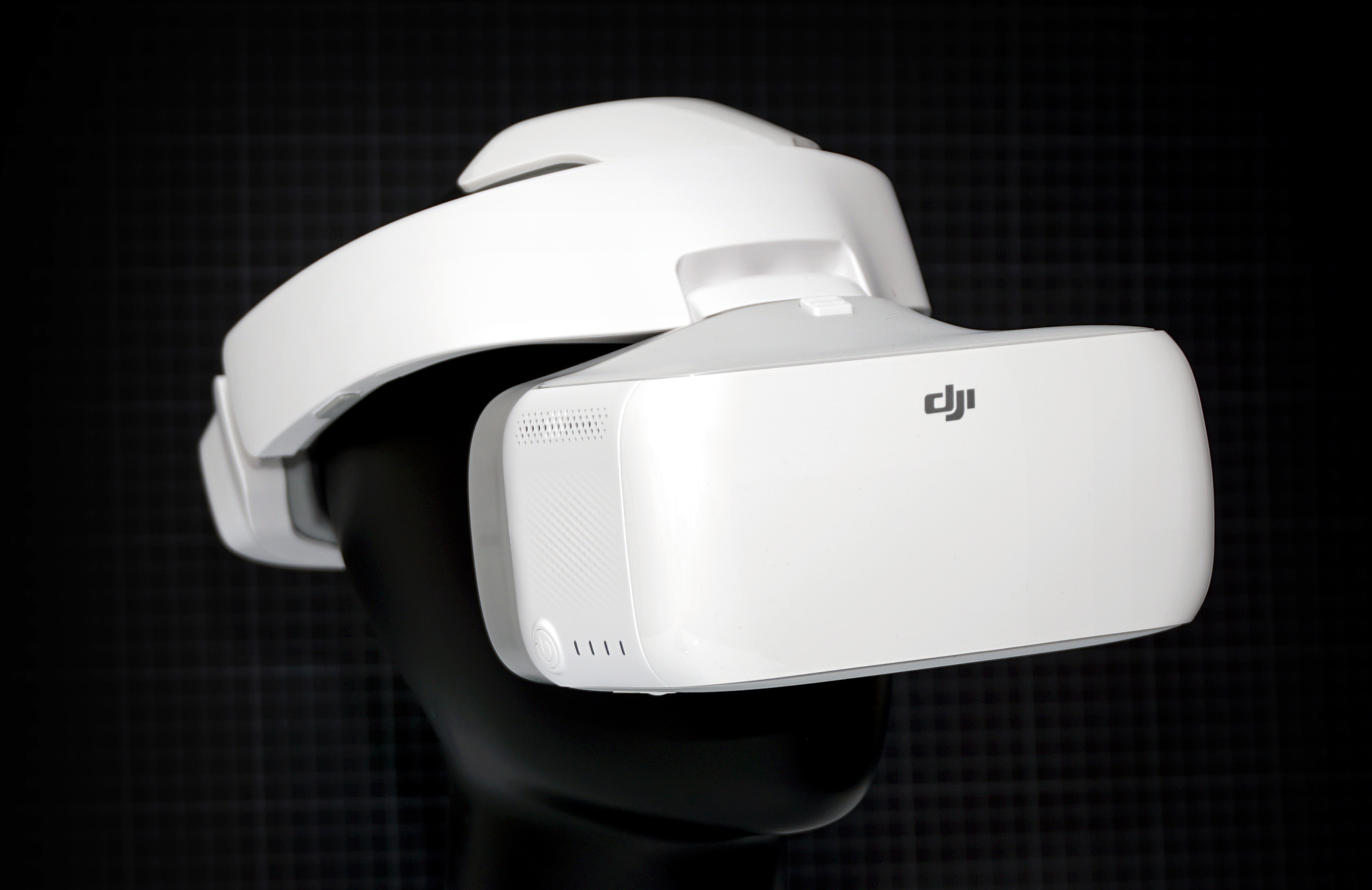
Occhiali DJI

La serie DJI FPV sono display montati sulla testa progettati per volare con droni FPV. Ci sono due diverse linee di prodotti nella serie FPV: la DJI Goggles e il Digital FPV System . DJI Goggles è progettato per interfacciarsi con i droni con marchio DJI, combinando due schermi LCD, connettività wireless e controllo diretto di acquisizione di foto e video in un paio di occhiali. Nel novembre 2017, DJI ha anche lanciato sul mercato DJI Goggles RE ("Racing Edition"), che presentava un nuovo involucro nero opaco metallico più robusto e la compatibilità con i quadricotteri da corsa. Il sistema di FPV DJI digitale è un sistema standalone progettato per non DJI marchi o custom-built droni, che consiste in una macchina fotografica di azione, un occhiali FPV (che funziona solo con la propria macchina fotografica, non le telecamere su altri droni DJI), un volo modulo di controllo / trasmissione del segnale e un telecomando .

### RoboMaster S1
L'11 giugno 2019, DJI ha svelato il RoboMaster S1 (机甲 大师 S1), il suo primo drone terrestre di consumo, chiamato dopo l'annuale competizione di combattimento con robot RoboMaster di DJI, di cui ora è una mascotte non ufficiale. S1 (che significa "Passaggio 1") è un rover simile a un serbatoio controllato a distanza tramite Wi-Fi e app su dispositivi mobili Microsoft Windows, Apple iOS e Google Android, con funzionalità come la sospensione anteriore dell'assale del fascio ammortizzata a molla, quattro omnidirezionali 12 - ruote a rulli Mecanum che consentono un agile reggiatura, una telecamera FVP 1080p montata all'interno di una torretta gimbal a 2 assi e la capacità di "combattere" altre unità S1 tramite un illuminatore a raggi infrarossi (che "tagga" altri oggetti come nel tag laser ) o una pistola blaster gel coassiale (che spara perle di idrogel con illuminazione a LED verde per effetti traccianti). Progettato per essere un prodotto in serie versione dei robot fanteria utilizzati in concorso, la S1 ha un totale di sei sensori pannelli - quattro sensori ibrida / suono infrarosso su quattro lati dello chassis, e due infrarossi solo sensore laterale lati della torretta), che registrano i punti ferita per il punteggio della partita.
Progettato per essere un "robot educativo avanzato", l'utente deve assemblare S1 da parti sciolte fuori dalla scatola e imparare a programmare la sua funzionalità AI . Sia Scratch che Python sono linguaggi di programmazione utilizzati da DJI insieme a moduli di apprendimento delle app per insegnare all'utente finale come programmare.

## DJI Care
DJI Care Refresh (大 疆 传媒) DJI Care Refresh è un'assicurazione facoltativa che copre i danni causati al drone dai crash conseguenti agli errori del pilota e da altre cause che non riguardano il guasto tecnico del drone in quanto già coperto dalla normale garanzia. DJI Care è un piano di protezione esaustivo e affidabile che offre copertura da danni accidentali ai prodotti DJI, ne esistono diverse versioni in base ai prodotti.

## DJI Studio
DJI Studio (大 疆 传媒) è una filiale media di DJI, con sede nel distretto di Chaoyang, Pechino . Ha il compito di fornire ai clienti globali soluzioni tecniche per quanto riguarda il cinema, la pubblicità, i documentari e la trasmissione di partite, nonché il servizio di videografia aerea professionale personalizzato, affermando di essere uno dei principali promotori della cultura della videografia dei droni e delle proprietà intellettuali amatoriali.

## Controversie
Nel mese di Gennaio 2015, un Phantom 3 si è schiantato nel prato sud della Casa Bianca a Washington, DC, USA. DJI ha in seguito installato un Geo-system no-fly in base allo spazio aereo proibito e ha costretto tutti i droni ad aggiornare il firmware. Il nuovo sistema proibirà ai droni di avvicinarsi o decollare in zone riservate facendo affidamento alla posizione GPS.
Nel 2016, l'ISIS ha usato i droni DJI come dispositivi esplosivi in Iraq . DJI in seguito ha proibito i voli su quasi tutto l'Iraq e la Siria .
Diverse organizzazioni militari utilizzano anche prodotti DJI per la missione di fotografia aerea, incluso l'esercito americano, i droni DJI erano il sistema aereo commerciale senza pilota più utilizzato dall'esercito americano. Tuttavia, nell'agosto 2017, l'esercito degli Stati Uniti ha pubblicato una guida interna riguardante il divieto di utilizzare droni e componenti con marchio DJI nell'esercito per motivi di sicurezza. Il responsabile delle relazioni pubbliche dell’azienda, Michael Perry, ha espresso sorpresa e delusione per il memo. Un portavoce dell'esercito americano ha risposto alle richieste dei media sostenendo che la guida è ancora in fase di revisione e sebbene l'esercito americano abbia smesso di usare i prodotti DJI, altre filiali di quest’ultimo, come i Marines statunitensi, stanno ancora adoperando i prodotti DJI come piattaforma di fotografia commerciale. Nel 2019, la US Air Force e la Navy acquisiscono ancora prodotti DJI per le loro forze speciali con speciali esenzioni concesse dal Pentagono nonostante le precedenti preoccupazioni di sicurezza.
Il 17 novembre 2017, Ars Technica ha segnalato una violazione della sicurezza dei dati dei clienti privati presso DJI. Ciò nonostante l'amministrazione nazionale oceanica e atmosferica degli Stati Uniti non ha trovato prove di tentativi di droni DJI di trasferire dati dall'aeromobile. Nel 2017, DJI ha annunciato la modalità dati locali per i droni, in base alla quale la piattaforma aerea trasferisce i dati di volo su Internet. Brendan Schulman del Vice President of Policy and Legal Affairs di DJI nega la relazione di Ars Technica, affermando che "DJI si impegna a proteggere la privacy delle foto, dei video e dei registri dei voli dei suoi clienti". DJI ha anche sottolineato che il suo drone non è mai stato commercializzato per applicazioni militari.
Il 30 marzo 2018, le forze di difesa israeliane hanno utilizzato il drone Matrice 600 di DJI per far cadere i gas lacrimogeni dall'alto causando lesioni, panico e morte durante le proteste di Gaza e della Cisgiordania .
Il 5 giugno 2018, il corpo della polizia e il produttore di Taser Axon hanno annunciato di stare collaborando con DJI per vendere droni di sorveglianza ai dipartimenti di polizia statunitensi, l'annuncio che ha suscitato serie preoccupazioni tra i difensori dei diritti civili e della privacy. Nel 2018, il più grande dipartimento di polizia municipale degli Stati Uniti, il NYPD afferma che 14 droni DJI saranno utilizzati per la ricerca e il salvataggio o scene del crimine inaccessibili e promettono di non spiare le persone o di adoperarli come arma.
Il 4 agosto 2018, due droni Matrice 600 hanno fatto esplodere esplosivi nei pressi di Avenida Bolívar, Caracas, dove Nicolás Maduro, il presidente del Venezuela, si stava rivolgendo alla Guardia Nazionale Bolivariana di fronte alle Torri del Centro Simón Bolívar e al Palacio de Justicia de Caracas. Il governo venezuelano afferma che l'evento è stato un tentativo mirato di assassinio di Maduro, anche se si discute della causa e dell'intenzione delle esplosioni. Altri hanno suggerito che l'incidente è stato un'operazione di falsa bandiera progettata dal governo per giustificare la repressione dell'opposizione in Venezuela.
Il 21 gennaio 2019, DJI ha annunciato che un'indagine interna ha scoperto frodi "estese" da parte di determinati dipendenti che "hanno gonfiato i costi di parti e materiali per determinati prodotti per un guadagno finanziario personale". DJI ha stimato il costo della frode "fino a 1 miliardo di RMB" (147 milioni di dollari), ma ha sostenuto che la società "non ha subito una perdita per l'intero anno nel 2018".